# Staurastrum cuneatum
Staurastrum cuneatum là một loài Song tinh tảo trong họ Desmidiaceae, thuộc chi Staurastrum.